# Baarhuis (Oirschot)
Het baarhuis op de R.K. begraafplaats in de Nederlandse plaats Oirschot is een rijksmonument.

## Beschrijving
Het baarhuis staat centraal op begraafplaats, in de as van het middenpad. Het bakstenen gebouw heeft neogotische stijlelementen. Het is opgetrokken op een rechthoekige plattegrond en wordt gedekt door een zadeldak met tuile-du-nord pannen. Het heeft vierruits ijzeren rondlichten in de zijgevels en een inrijpoort in de noordgevel. 
De zuidgevel is groter dan de andere en heeft hoekpijlers en een zware, op gemetselde consoles rustende, nokruiter die als basement dienen voor een zandstenen calvariegroep. De korfboognis in deze gevel is leeg.
Het baarhuisje is in 2000 opgenomen in het monumentenregister vanwefe onder andere de "cultuurhistorische waarde als bijzondere uitdrukking van een sociale en geestelijk ontwikkeling, in het bijzonder de ontwikkeling van de katholieke grafcultuur, het is door de combinatie van functies tevens van belang voor de typologische ontwikkeling van het baarhuisje."